# Скоростной поезд

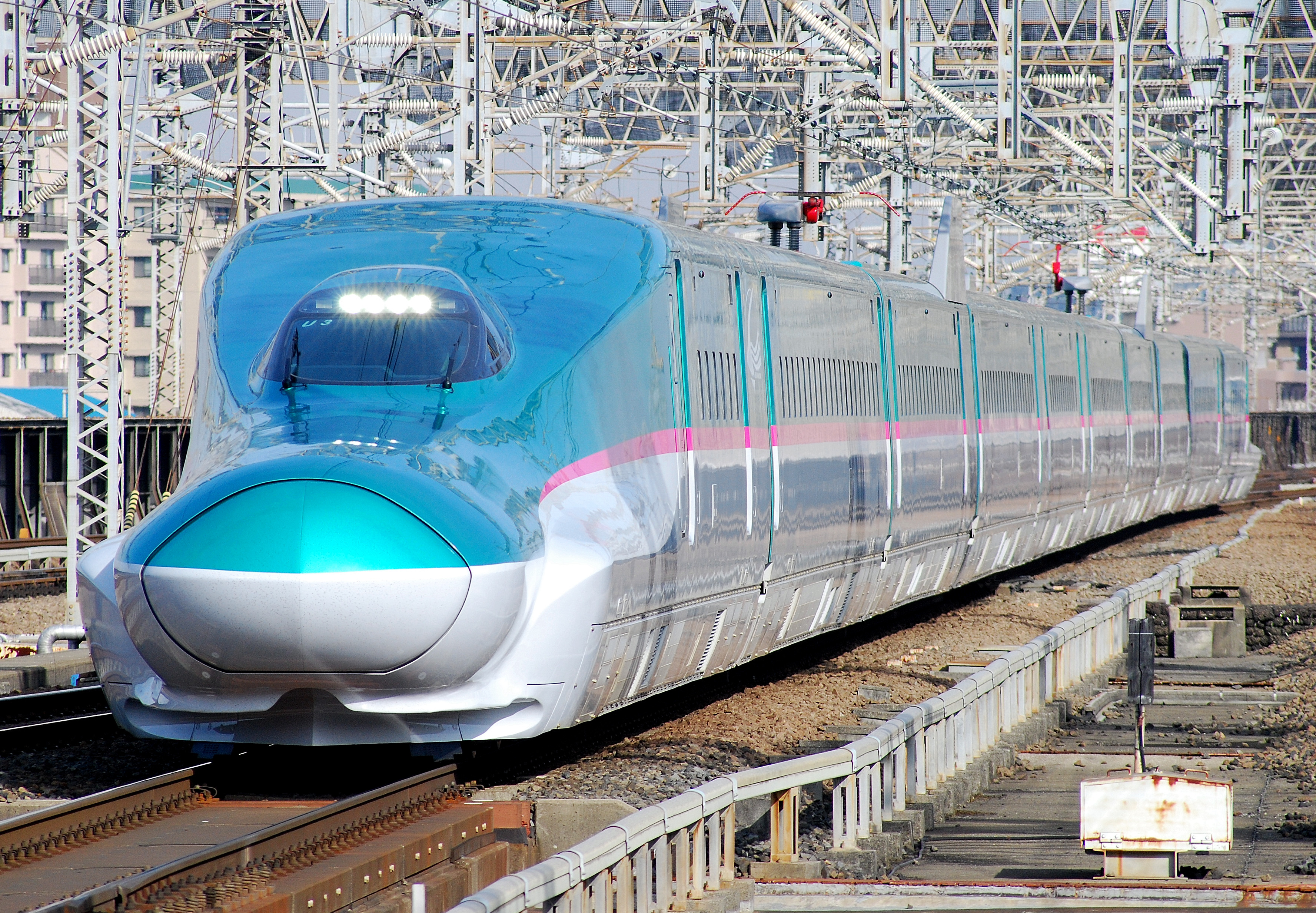
Высокоскоростной электропоезд серии E5 сети Синкансэн

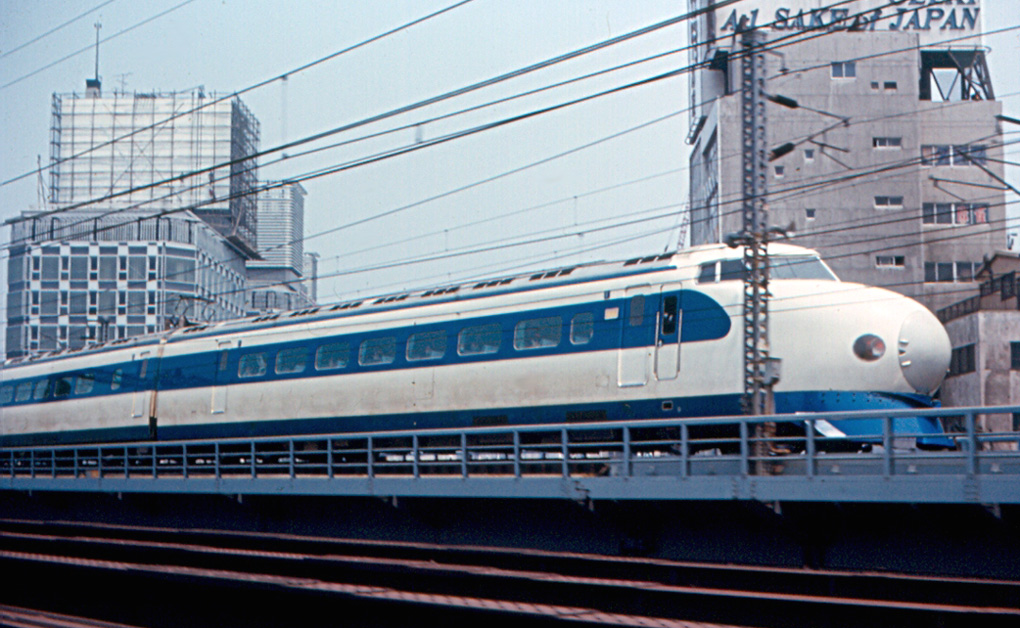
Первый высокоскоростной электропоезд Синкансэн серии 0, май 1967 года, Токио.

Скоростно́й по́езд — поезд, следующий со скоростью, превышающей среднюю скорость железнодорожного сообщения на данных железных дорогах. 
В России скоростными принято считать поезда, идущие со скоростями 140 км/ч и выше. Поезда, идущие со скоростями 200 км/ч и выше именуются высокоскоростными.

## Япония
Регулярное движение высокоскоростных поездов началось впервые в 1964 году в Японии. 

## Франция
Регулярное движение высокоскоростных поездов началось во Франции  с 1981 года (и Европе, западную часть которой ныне объединяет единая высокоскоростная железнодорожная сеть Eurostar и Thalys). 

## Китай

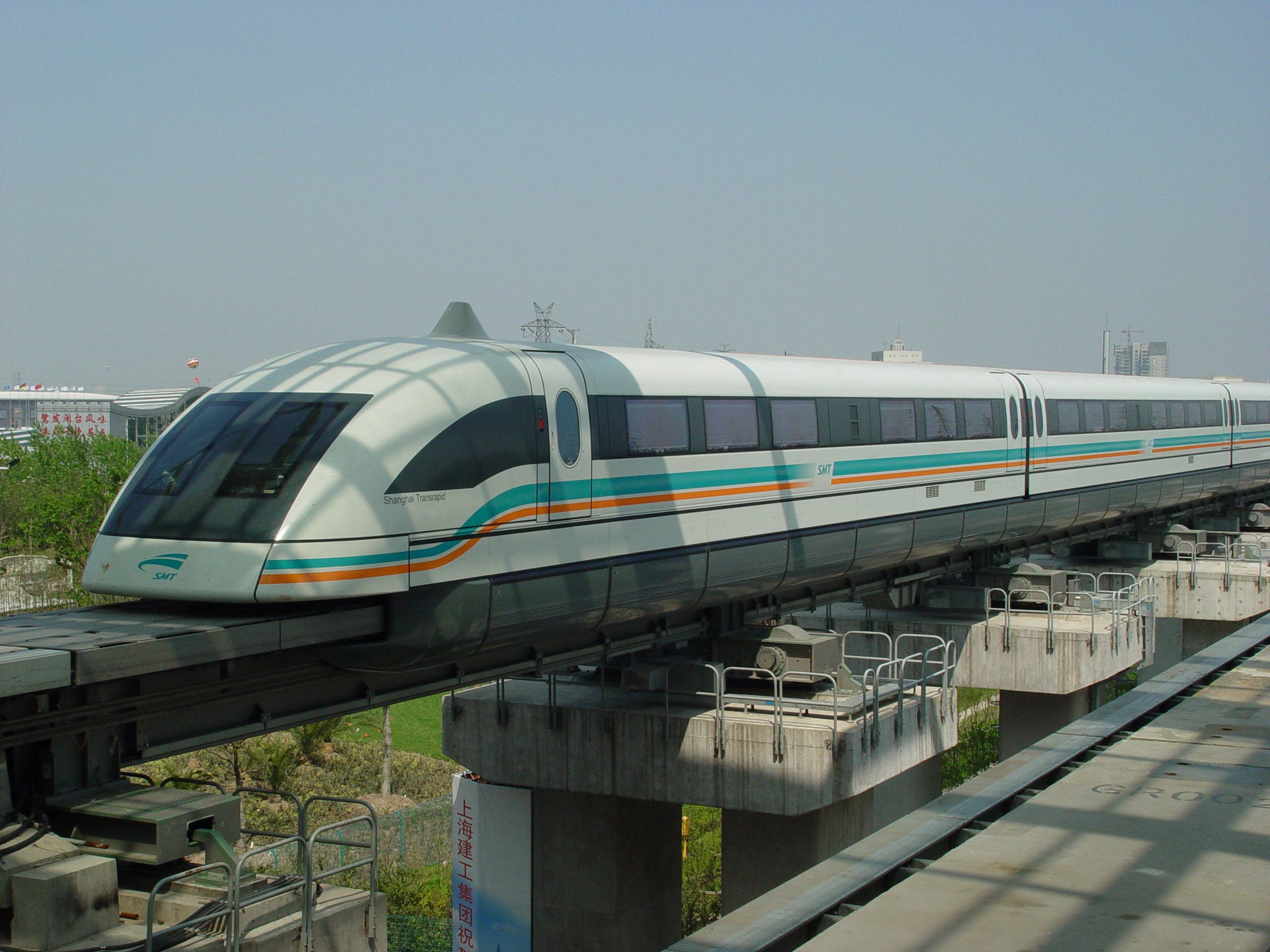
маглев

В начале 21 века одним из мировых лидеров в сети высокоскоростных линий, а также эксплуатантом первого регулярного высокоскоростного маглева стал Китай.

## Украина

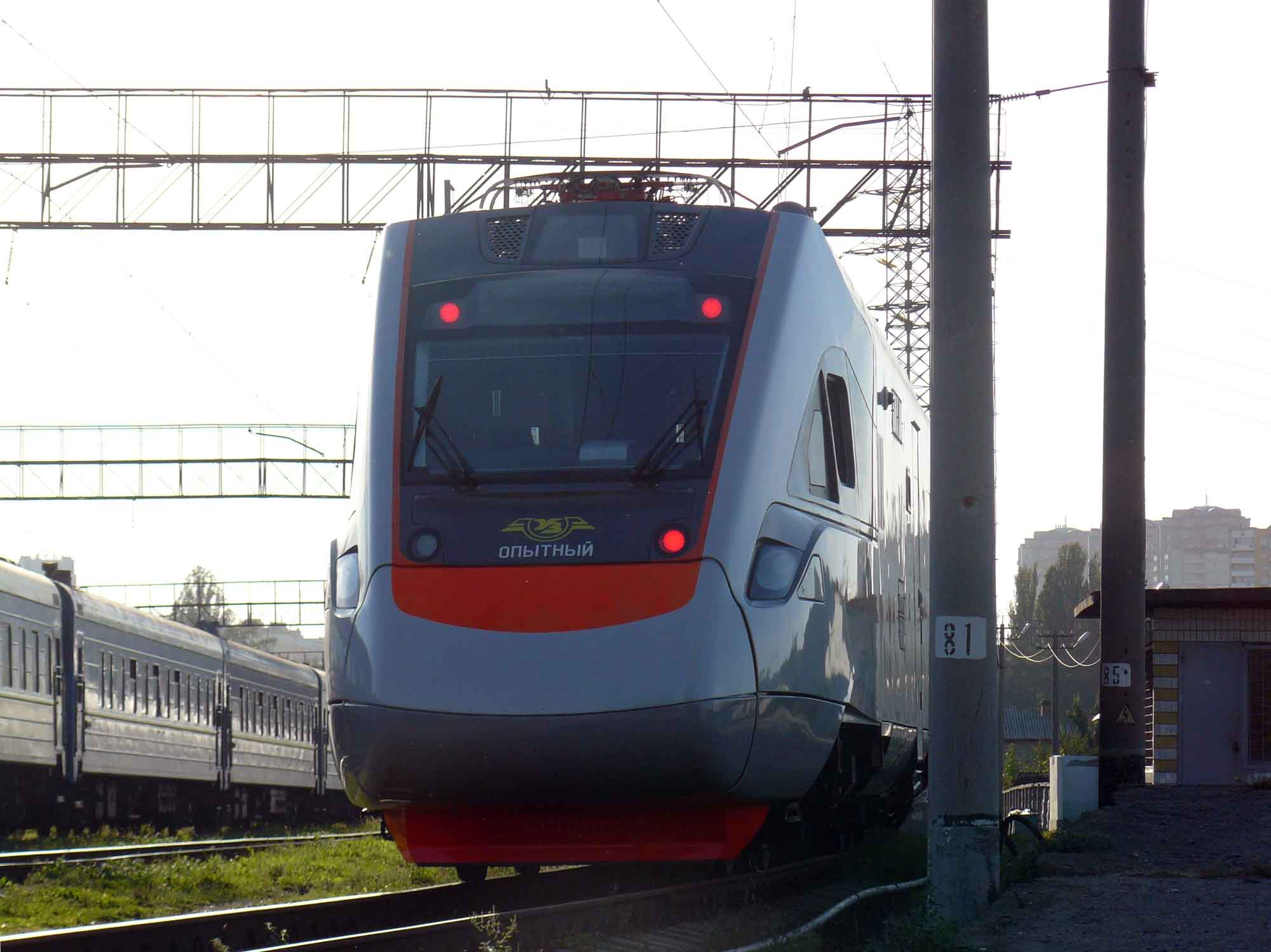
Украинский скоростной электропоезд «Тарпан»

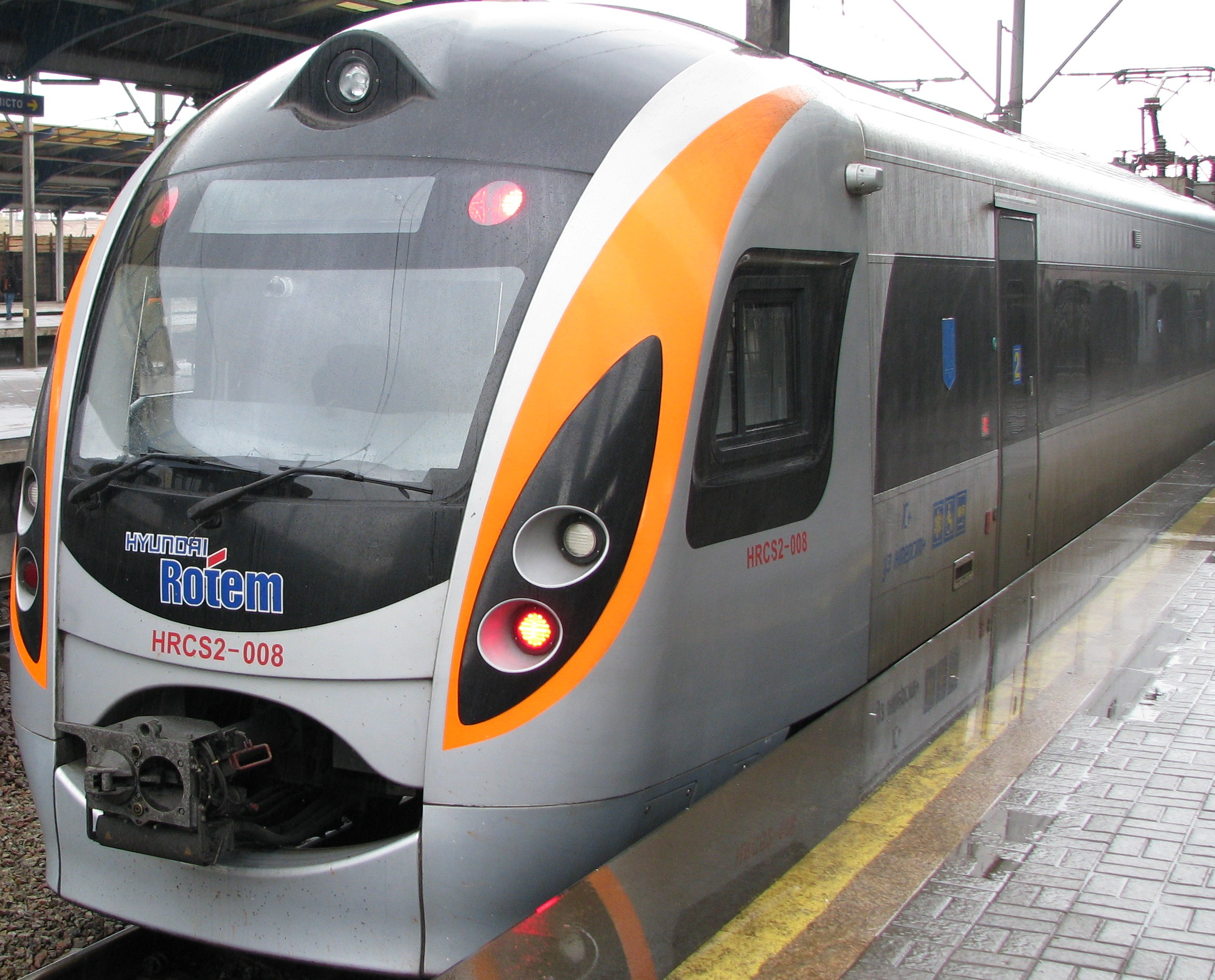
Высокоскоростной электропоезд Интерсити+ HRCS2 на станции Дарница

В 2012 году было основано государственное предприятие по эксплуатации и обслуживанию скоростных поездов «Украинская железнодорожная скоростная компания». Движение высокоскоростных поездов HRCS2 на Украине было начато 27 мая 2012 года, к началу Евро-2012. К сентябрю поездами было перевезено более 240 тысяч пассажиров. Средняя скорость поездов — 140 км/ч, максимальная — до 160-200 км/ч. С 2014 года на скоростных линиях курсируют также поезда украинского производства ЭКр1 «Тарпан».

## Скоростное сообщение в России

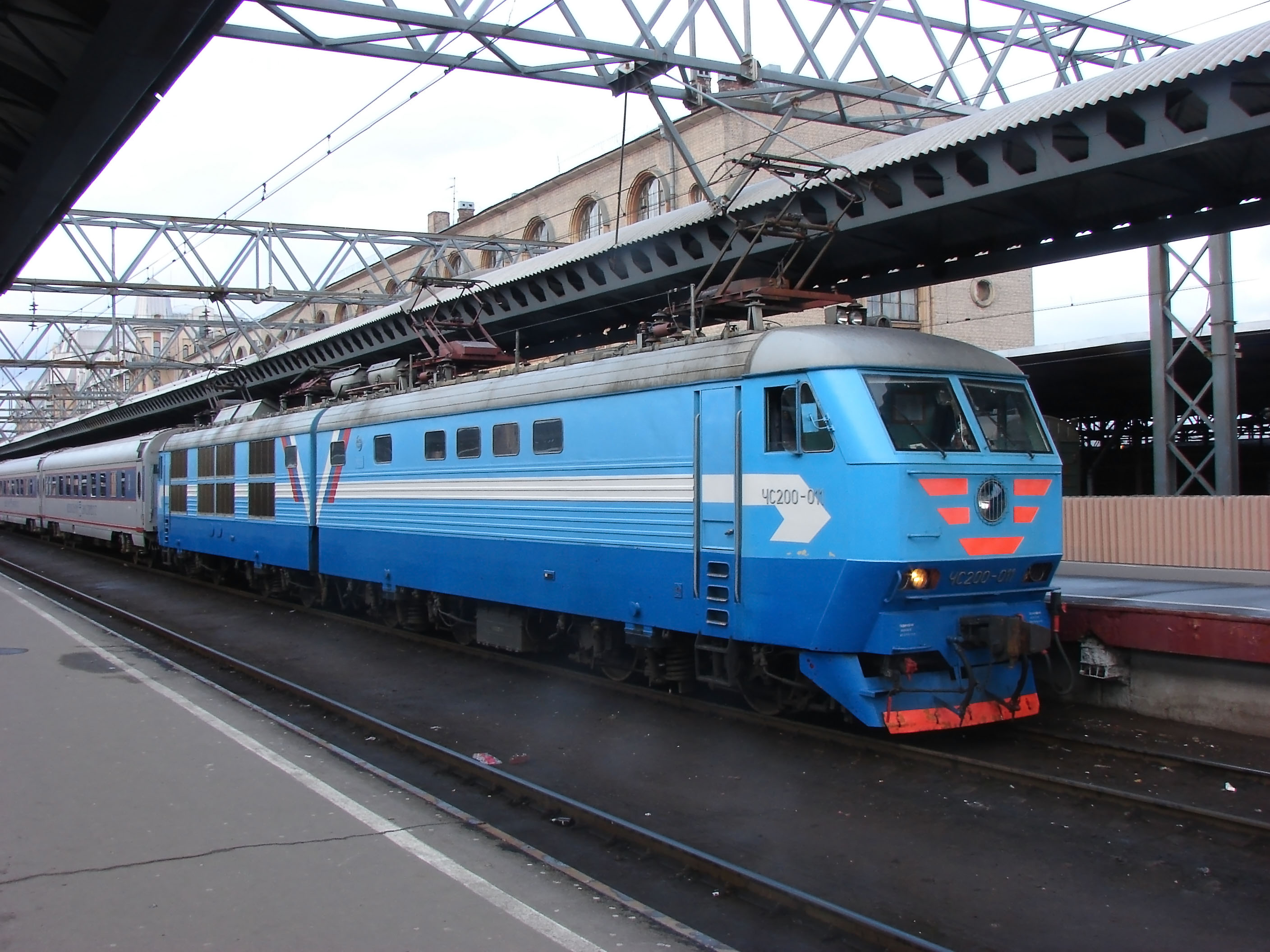
Скоростной локомотивный поезд «Невский экспресс»

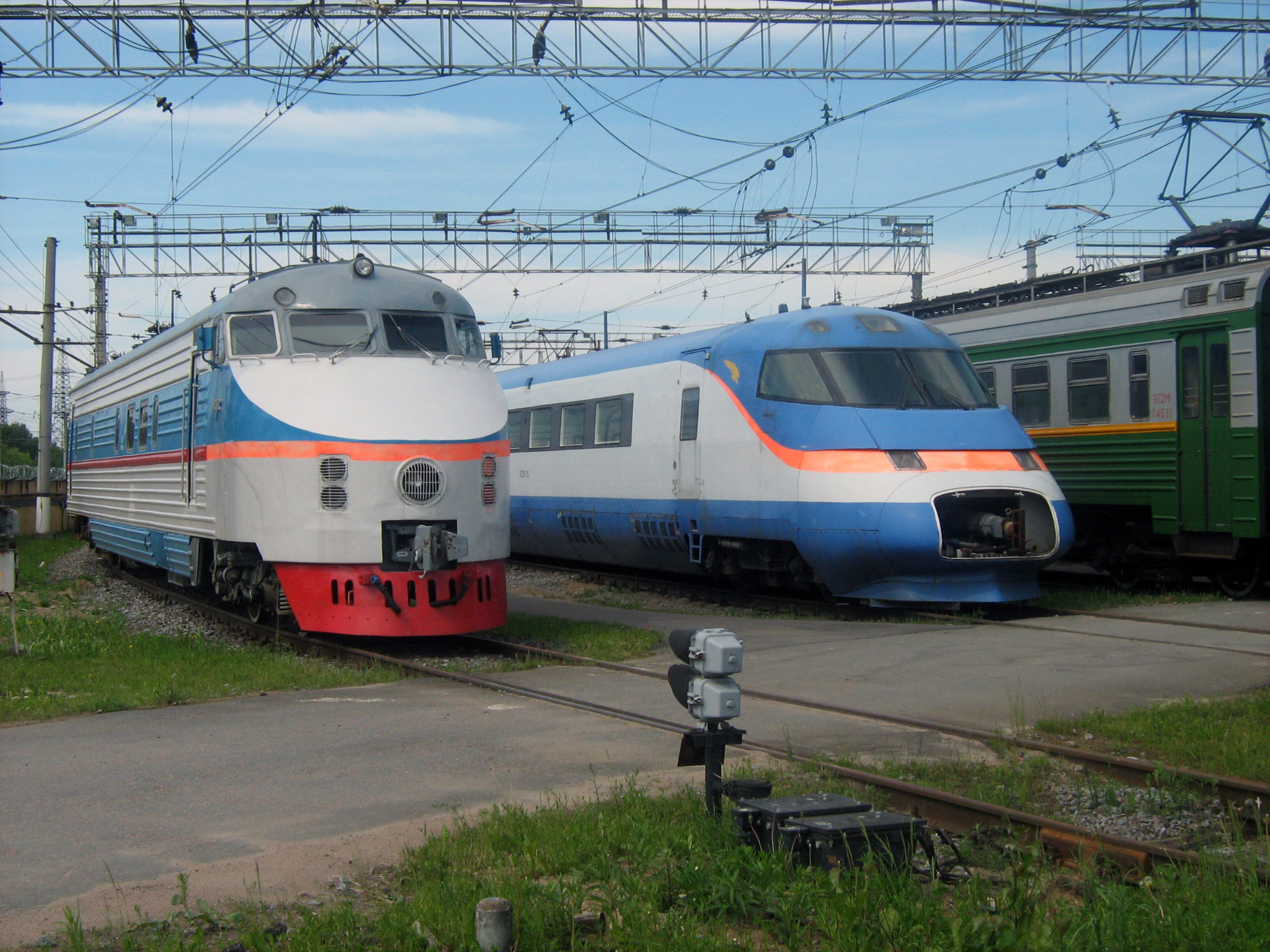
Скоростной и высокоскоростной электропоезда ЭР200 и «Сокол»

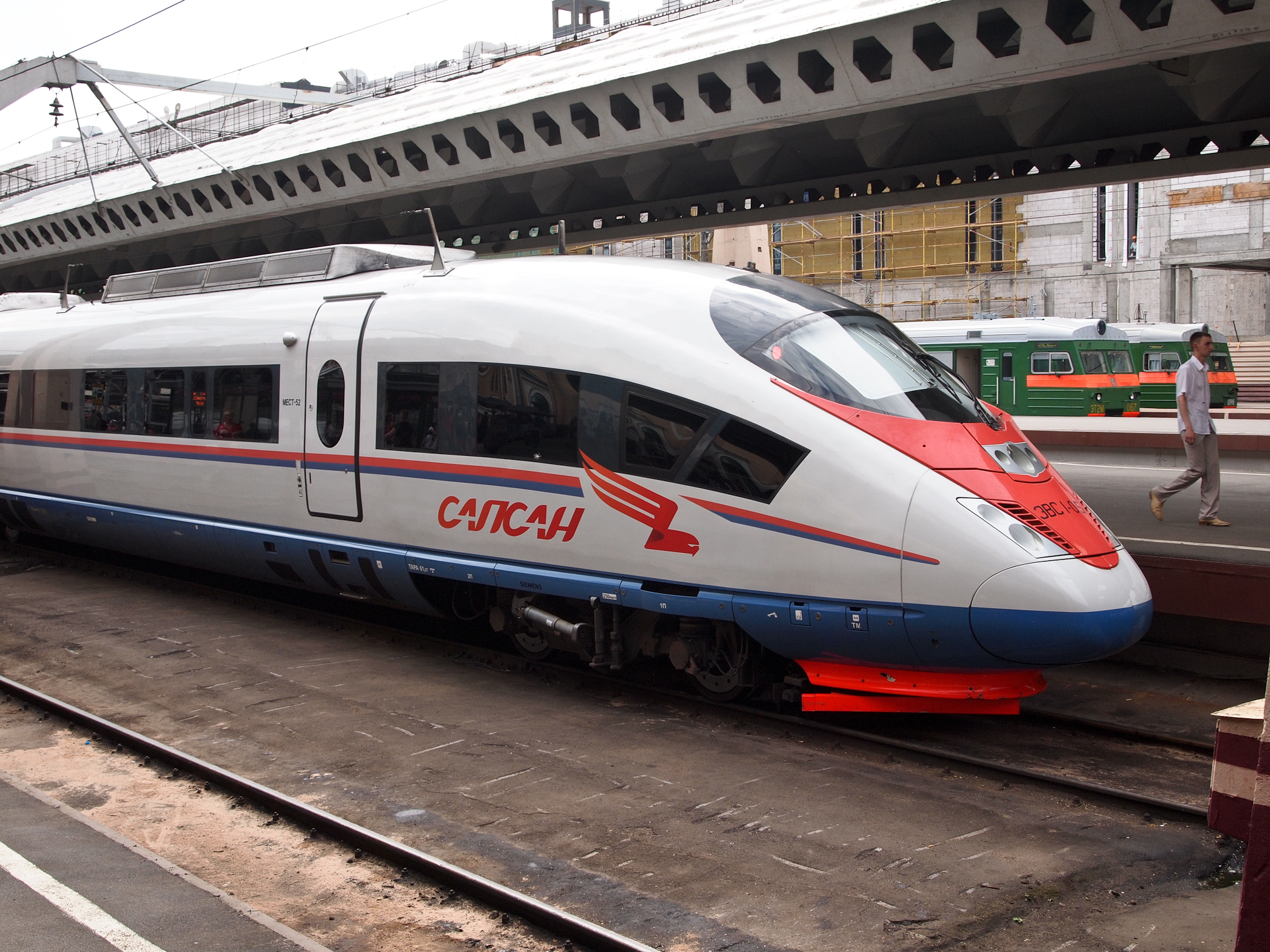
Высокоскоростной электропоезд «Сапсан»

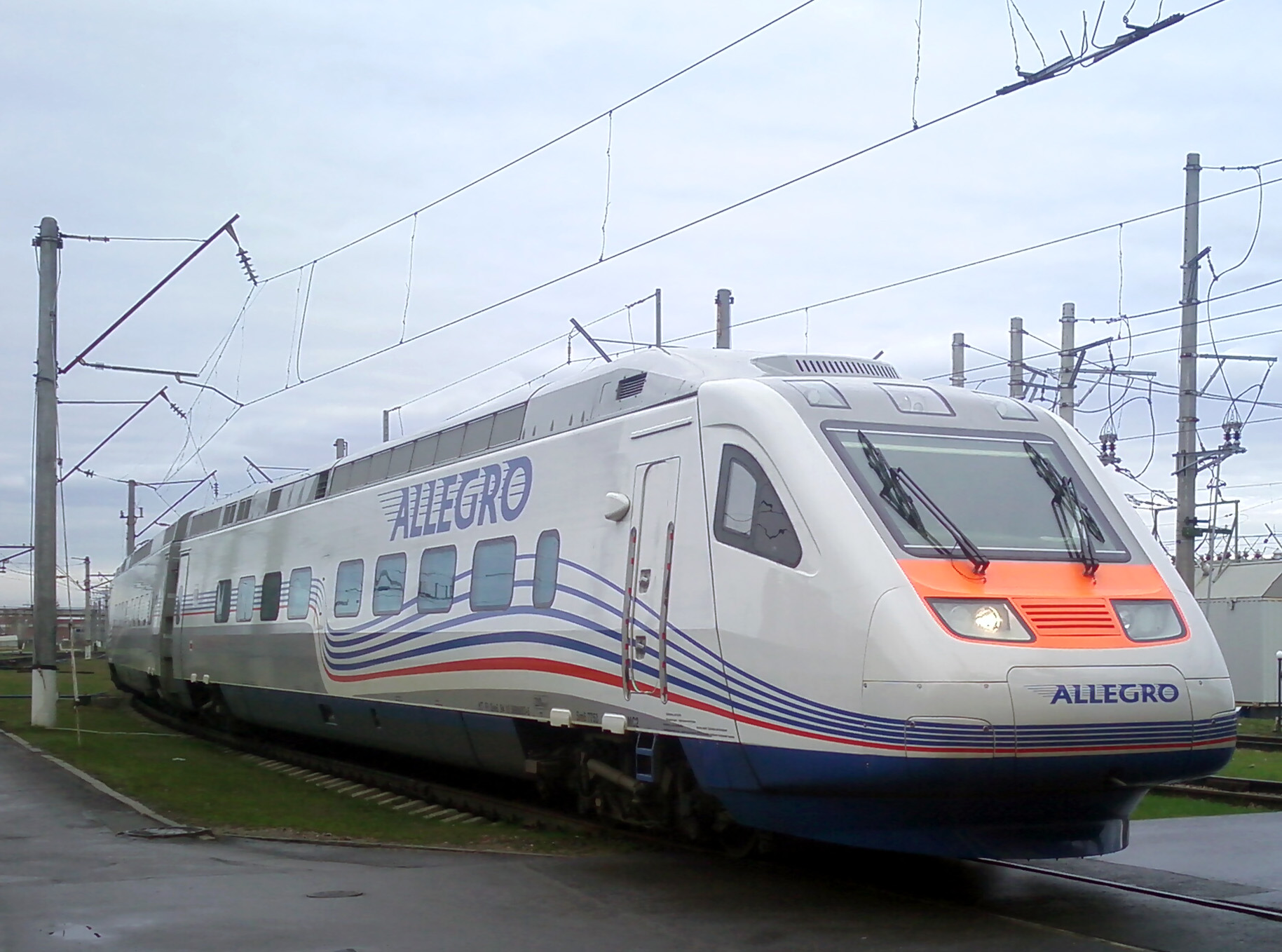
Высокоскоростной электропоезд «Аллегро»

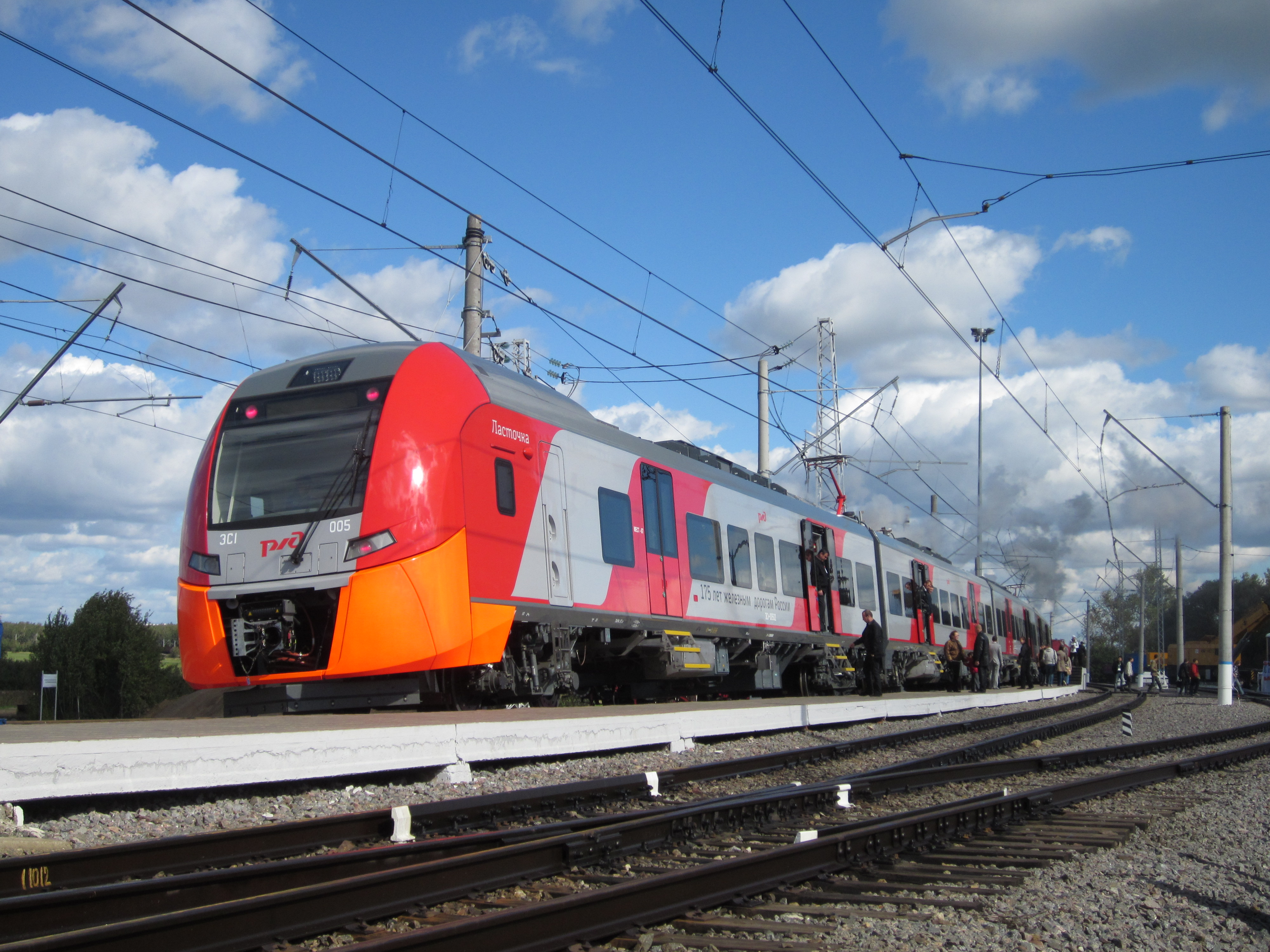
Скоростной электропоезд ЭС1 «Ласточка»

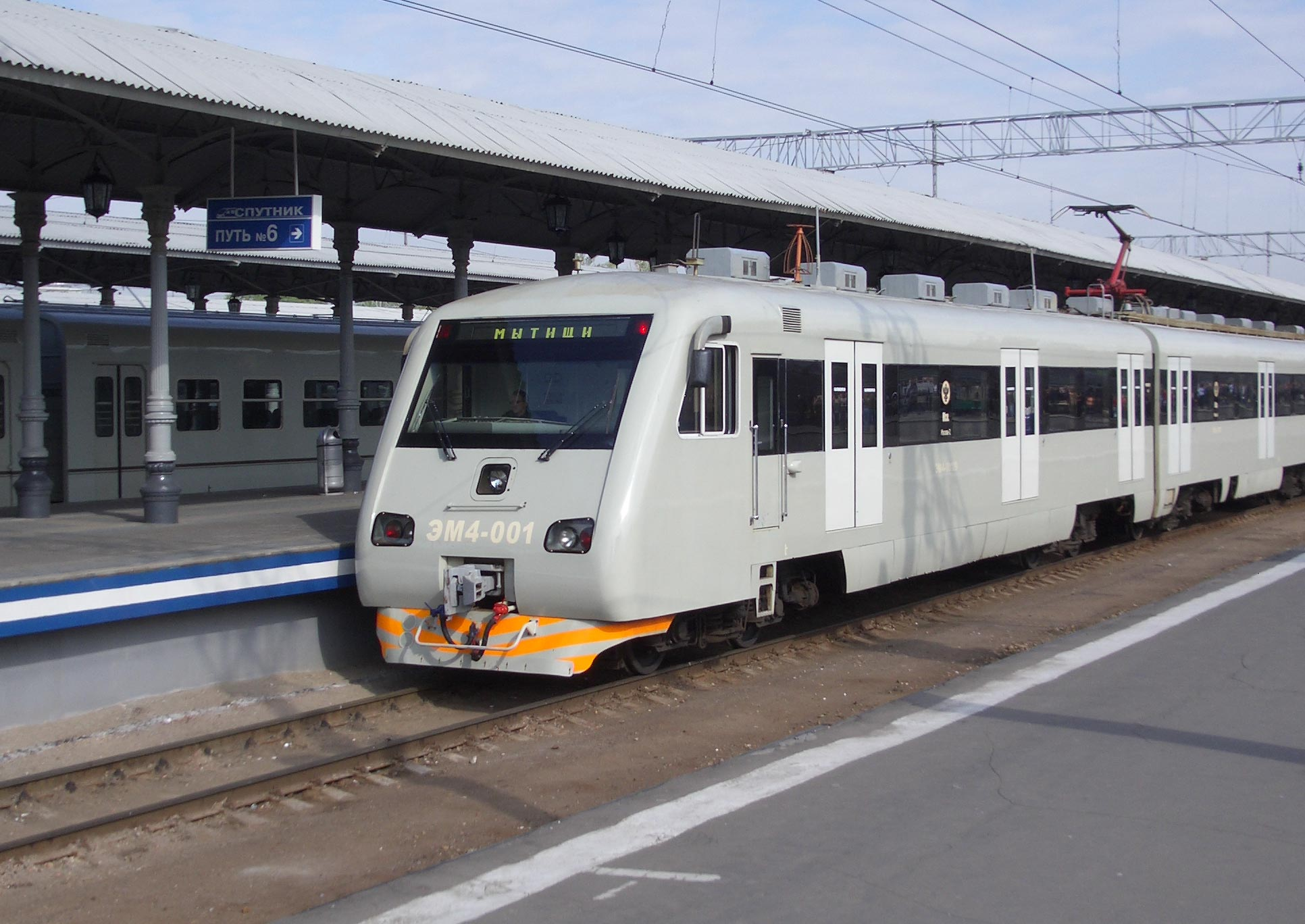
Пригородный скоростной электропоезд ЭМ4 «Спутник»

В начале 1960-х годов на Октябрьской железной дороге закончили подготовительную работу по организации движения дневных локомотивных скоростных поездов-экспрессов на линии Москва — Ленинград: были уложены более тяжёлые рельсы, стрелочные переводы были заменены на усиленные, применена новая автоблокировка. В 1962 году в СССР стали поступать скоростные электровозы ЧС2 с часовой мощностью на валах ТЭД в 4200 кВт. В декабре того же года магистраль Москва — Ленинград была электрифицирована на всём своём протяжении, а 15 декабря из Ленинграда в Москву пришёл первый поезд, который прошёл весь путь на электрической тяге.
25 июня 1963 года начались регулярные рейсы скоростного поезда № 5/6 «Аврора» с максимальной скоростью в 160 км/ч. Общее время в пути следования из Москвы в Ленинград составляло 5 часов 55 минут, обратно — 5 часов 27 минут. Тягу поездов обеспечивали электровозы ЧС2 различных модификаций, в конце 1970-х их сменили электровозы ЧС-200. Поезд «Аврора» ходил до 2010 года. С 2001 года на этом же маршруте действует аналогичный скоростной локомотивный поезд «Невский экспресс».
Как одна из альтернативных возможностей высокоскоростного железнодорожного движения и для отработки высоких скоростей на железнодорожных путях, в 1970-х годах проходили испытания вагона-прототипа реактивного поезда, не имеющего моторной тяги тележек колёсных пар.
В конце 1973 года на Рижском вагоностроительном заводе был изготовлен первый советский скоростной моторвагонный электропоезд — ЭР200. С 1976 года на магистрали проводились опытные поездки нового электропоезда, а 16 ноября 1979 года состоялся его первый рейс с пассажирами. Регулярная эксплуатация электропоезда ЭР200 началась лишь 1 марта 1984 года, когда поезд уже морально устарел и сильно отставал от заграничных аналогов. Начатая планированием ещё с конца 1960-х годов, сеть скоростных и высокоскоростных линий в СССР реализована не была.
После почти десятилетней разработки к 2000 году был изготовлен первый российский высокоскоростной моторвагонный электропоезд «Сокол-250». После прохождения испытаний до 2002 года проект его доведения до ввода в эксплуатацию был отменён со ссылкой на выявленные технические недостатки и по политико-экономическим причинам, и в дальнейшем для использования на российских магистральных высокоскоростных линиях РЖД стало ориентироваться на приобретение (и локальную сборку) иностранного высокоскоростного подвижного состава, а для организации скоростного пригородного и пригородно-городского сообщения и аэроэкспрессов — на российские электропоезда ЭД4, ЭМ2 и также на иностранные типа «Ласточка» и др.
Движение высокоскоростных поездов «Сапсан» (Siemens Velaro RUS) началось из Москвы в Санкт-Петербург с конца 2009 года, а в Нижний Новгород — с конца 2010 года. Также с конца 2010 года скоростной поезд «Allegro» пошёл по маршруту Санкт-Петербург — Хельсинки.
В марте 2010 года правительство России уделило особое внимание созданию национальной высокоскоростной железнодорожной сети по подобию масштабно реализованных сетей Японии, Европы, Китая. Вышел указ президента «О мерах по организации движения высокоскоростного железнодорожного транспорта» в котором правительству поручено разработка данного проекта и определение источников финансирования.
В марте 2011 года Дирекция вокзалов РЖД пришла к выводу, что скоростное железнодорожное сообщение в России является перспективным направлением. С начала работы скоростные поезда перевезли два с половиной миллиона человек, что указывает на стабильность спроса. Российские железные дороги планируют купить скоростные составы у испанской фирмы Patentes Talgo в количестве семи поездов.
В апреле 2011 года глава РЖД Владимир Якунин сообщил, что скоростные поезда «Сапсан» производиться в России не будут. Их сменил проект российской локализации производства поездов Desiro компании Siemens, которые в России получили название «Ласточка».
В 2013 году Российские железные дороги планировали ввести в работу скоростной поезд Москва — Берлин. В проекте предполагалось задействовать испанские поезда Talgo с системой автоматического изменения ширины колёсных пар. По прогнозам старшего вице-президента РЖД Валентина Гапановича, время в пути должно было составлять16,5 часов.
Согласно планам РЖД в 2018 году между Москвой и Санкт-Петербургом должна была начать работу новая высокоскоростная железнодорожная линия ВСЖМ-1, позволяющая достигать скорость поезда до 400 километров в час. Исходя из расчётов, были сделаны выводы о времени пути между столицей и Санкт-Петербургом — 2,5 часа